# Decodon
Decodon – rodzaj ryb okoniokształtnych z rodziny wargaczowatych.

## Klasyfikacja
Gatunki zaliczane do tego rodzaju:
- Decodon grandisquamis
- Decodon melasma
- Decodon pacificus
- Decodon puellaris